# Flammagenitus

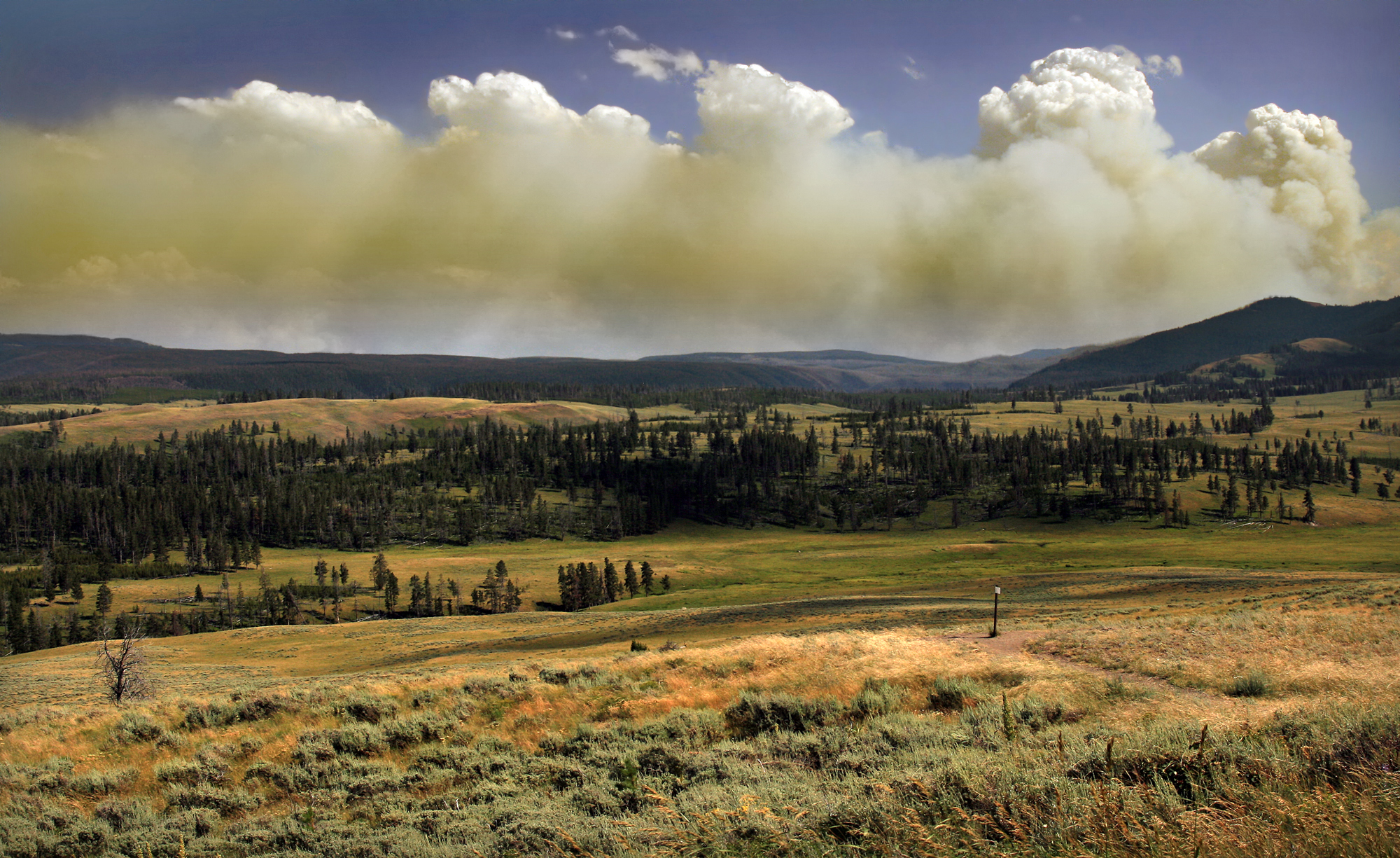
Cumulus flammagenitus nad Parkiem Narodowym Yellowstone

flammagenitus – chmury powstałe w wyniku silnego ogrzania wilgotnego powietrza przez spalanie przy powierzchni ziemi, wyglądem najczęściej przypominające Cumulus (Cumulus flammagenitus). Nazwa ta odnosi się do chmur powstałych w sposób naturalny – np. w wyniku wybuchu wulkanu, pożaru lasu lub buszu. Ze względu na zanieczyszczenie cząstkami pyłu lub sadzy chmury takie mogą przybierać ciemne barwy. Chmury, do powstania których w jednoznaczny sposób przyczyniło się działanie człowieka, takie jak wypalanie ściernisk, pożary magazynów materiałów łatwopalnych czy budynków, formalnie powinny nosić nazwę homogenitus.
Aby doszło do uformowania się chmury flammagenitus, powietrze musi zostać ogrzane do tego stopnia, by utworzyło silny prąd konwekcyjny wynoszący wilgoć i cząsteczki pyłu powyżej poziomu kondensacji. Gdy ognień gaśnie i zanikają prądy konwekcyjne dostarczające wilgoci, chmura także słabnie i rozprasza się.
Nazwa flammagenitus została oficjalnie nadana wraz z publikacją nowego wydania Międzynarodowego Atlasu Chmur w 2017 roku. Chmury kłębiaste Cumulus flammagenitus nieoficjalnie nazywa się Pyrocumulus.